# Plaza Daukanto
La plaza Daukanto se localiza en Vilna, la capital de Lituania específicamente en el casco antiguo, frente al Palacio Presidencial. Su nombre conmemora al progenitor del renacimiento nacional de Lituania del siglo XIX, Simonas Daukantas. En el siglo XIX había un monumento de Mijaíl Muravyov-Vilensky.
La plaza acoge ceremonias de Estado. También ha sido escenario de manifestaciones y concentraciones.